# الدوري البلغاري الممتاز 1954
الدوري البلغاري الممتاز 1954 (بالبلغارية: „А“ група 1954)‏ هو الموسم 30 من الدوري البلغاري الممتاز. أشرف على تنظيمه اتحاد بلغاريا لكرة القدم، وكان عدد الأندية المشاركة فيه 14، وفاز فيه سسكا صوفيا.